# Chloë Levine
Chloë Levine (Nueva Jersey, Estados Unidos; 23 de junio de 1996) es una actriz estadounidense. Levine ha aparecido en numerosas películas, tanto cortas como de largometraje. Sus apariciones más notables incluyen las películas Innocence (2013), The Transfiguration (2016), The Defenders (2017), The Ranger (2018), Antártida (2020) y las series de televisión The OA (2016-2019) y Trinkets (2020).

## Vida y carrera
Levine es del norte de Nueva Jersey y se mudó a la ciudad de Nueva York a los 14 años. Su madre y su hermana, que es 8 años mayor, también son actrices.
En 2013, interpretó a Sunday Wilson en el thriller Innocence, dirigido por Hilary Brougher.
En 2015, Levine interpretó a Holly en la película King Jack, dirigida por Felix Thompson, junto a Charlie Plummer, que se estrenó en el Festival de Tribeca. La película ganó el Premio del público Tribeca 2015 a la Mejor narrativa cinematográfica.
En 2017, Levine apareció como Lexi en la miniserie de Marvel Studios The Defenders en un elenco que incluía a Krysten Ritter y Sigourney Weaver. El mismo año protagonizó The Deuce, junto a James Franco y Maggie Gyllenhaal.
En 2018, interpretó a Chelsea en la película slasher de inspiración punk, The Ranger. El mismo año, fue elegida como protagonista de la película Savage Youth. También apareció en Ask for Jane como Barb.
En 2020, Levine se unió al elenco de la segunda temporada de Trinkets en un papel recurrente como Jillian, el nuevo interés amoroso de Elodie.

## Filmografía
| Cine | Cine                | Cine           | Cine                                                            | Cine        |
| Año  | Título              | Rol            | Notas                                                           | Ref.        |
| ---- | ------------------- | -------------- | --------------------------------------------------------------- | ----------- |
| 2013 | Innocence           | Sunday Wilson  |                                                                 | [ 3 ]       |
| 2014 | Dragon              | Hija           |                                                                 | [ 1 ]       |
| 2015 | KNIVES              | Devin          |                                                                 | [ 12 ]      |
| 2015 | King Jack           | Holly          | Ganó el Premio del público Tribeca a la mejor narrativa en 2015 | [ 4 ] [ 5 ] |
| 2016 | The Transfiguration | Sophie         |                                                                 | [ 6 ]       |
| 2016 | Good Bones          | Hoonie         |                                                                 | [ 13 ]      |
| 2017 | Sugar!              | Claudia        |                                                                 | [ 13 ]      |
| 2018 | Savage Youth        | Stephanie      |                                                                 | [ 9 ] [ 2 ] |
| 2018 | The Ranger          | Chelsea        |                                                                 | [ 7 ] [ 8 ] |
| 2018 | No Alternative      | Jackie O'Brien |                                                                 | [ 14 ]      |
| 2018 | Ask for Jane        | Barb           |                                                                 | [ 10 ]      |
| 2019 | Adam                | June           |                                                                 | [ 15 ]      |
| 2019 | Depraved            | Lucy           |                                                                 | [ 15 ]      |
| 2020 | Antarctica          | Kat            |                                                                 | [ 15 ]      |
| 2021 | Blue Bison          | Key            | Cortometraje                                                    | [ 16 ]      |
| 2023 | The Sacrifice Game  | Rose           |                                                                 | [ 17 ]      |

| Televisión | Televisión             | Televisión     | Televisión                                                                               | Televisión |
| Año        | Título                 | Rol            | Notas                                                                                    | Ref.       |
| ---------- | ---------------------- | -------------- | ---------------------------------------------------------------------------------------- | ---------- |
| 2002       | Third Watch            | Shannon        | Episodio: «Unleashed»                                                                    | [ 18 ]     |
| 2015       | The Mysteries of Laura | Ally Davis     | Episodio: «The Mystery of the Deemed Dealer»                                             | [ 19 ]     |
| 2016–2019  | The OA                 | Angie          | Elenco recurrente (Temporada 1; 3 episodios) Elenco principal (Temporada 2; 3 episodios) | [ 15 ]     |
| 2017       | The Defenders          | Lexi Raymond   | Miniserie (3 episodios)                                                                  | [ 6 ]      |
| 2017       | The Deuce              | Veronica       | Episodio: «Pilot»                                                                        | [ 6 ]      |
| 2017       | Mr. Robot              | Erica          | Episodio: «eps3.3_m3tadata.par2»                                                         | [ 15 ]     |
| 2018       | Bull                   | Jemma Whitbeck | Episodio: «Survival Instincts»                                                           | [ 15 ]     |
| 2018       | High Maintenance       | Ella           | Episodio: «HBD»                                                                          | [ 2 ]      |
| 2019       | The Society            | Emily          | Episodio: «What Happened»                                                                | [ 20 ]     |
| 2020       | Trinkets               | Jillian        | Elenco recurrente (Temporada 2; 7 episodios)                                             | [ 15 ]     |